# Moldavia en los Juegos Olímpicos de Sídney 2000
Moldavia estuvo representada en los Juegos Olímpicos de Sídney 2000 por un total de 34 deportistas que compitieron en 7 deportes.  
El portador de la bandera en la ceremonia de apertura fue el halterófilo Vadim Vacarciuc.

## Medallistas
El equipo olímpico moldavo obtuvo las siguientes medallas:
| Nombre         | Deporte | Competición         |
| -------------- | ------- | ------------------- |
| Oro            |         |                     |
| —              |         |                     |
| Plata          |         |                     |
| Oleg Moldovan  | Tiro    | Blanco móvil 10 m M |
| Bronce         |         |                     |
| Vitalie Grușac | Boxeo   | Wélter (69 kg) M    |